# Tournoi d'ouverture du championnat de Bolivie de football 2005
Navigation
Saison précédente Saison suivante
Le tournoi d'ouverture de la saison 2005 du Championnat de Bolivie de football est le second tournoi semestriel de la trente-et-unième édition du championnat de première division en Bolivie. Ce tournoi est le premier du nouveau calendrier utilisé par la fédération bolivienne, qui a souhaité calquer le championnat sur le rythme européen, d'août à juin. Finalement, à l'issue de ce tournoi, la fédération fait marche arrière et décide de revenir au rythme annuel.
Le tournoi est organisé en deux phases :
- les douze équipes sont réparties en deux poules de six, les trois premiers se qualifient pour la deuxième phase.
- la deuxième phase (l'Hexagonal) permet de désigner le vainqueur du tournoi, qui est le club en tête du classement à l'issue des rencontres.

C'est Club Blooming qui remporte la compétition cette saison après avoir terminé en tête de l'Hexagonal, avec cinq points d'avance sur Bolivar La Paz et six sur Oriente Petrolero. C'est le quatrième titre de champion de Bolivie de l'histoire du club.

## Qualifications continentales
Le vainqueur du tournoi Clôture se qualifie pour la Copa Libertadores 2006, le deuxième de l'Hexagonal obtient son billet pour la Copa Sudamericana 2006. 

## Les clubs participants
| - Jorge Wilstermann Cochabamba - Aurora Cochabamba - Oriente Petrolero - Bolivar La Paz - Club Blooming - Iberoamericana La Paz | - San José Oruro - Real Potosi - Unión Tarija - The Strongest La Paz - Destroyers Santa Cruz - La Paz FC |

## Compétition
Le barème utilisé pour établir l'ensemble des classements est le suivant :
- Victoire : 3 points
- Match nul : 1 point
- Défaite : 0 point

### Première phase
| Rang | Équipe                       | Pts | J  | G | N | P  | Bp | Bc | Diff |
| ---- | ---------------------------- | --- | -- | - | - | -- | -- | -- | ---- |
| 1    | Club Blooming                | 26  | 12 | 8 | 2 | 2  | 34 | 13 | +21  |
| 2    | San José Oruro               | 22  | 12 | 7 | 1 | 4  | 22 | 17 | +5   |
| 3    | The Strongest La Paz         | 21  | 12 | 6 | 3 | 3  | 22 | 10 | +12  |
| 4    | Jorge Wilstermann Cochabamba | 17  | 12 | 5 | 2 | 5  | 21 | 13 | +8   |
| 5    | Destroyers Santa Cruz        | 16  | 12 | 5 | 1 | 6  | 26 | 26 | 0    |
| 6    | Iberoamericana La Paz        | 0   | 12 | 0 | 0 | 12 | 6  | 52 | -46  |

| Rang | Équipe            | Pts | J  | G | N | P | Bp | Bc | Diff |
| ---- | ----------------- | --- | -- | - | - | - | -- | -- | ---- |
| 1    | Bolívar La PazT   | 30  | 12 | 9 | 3 | 0 | 32 | 13 | +19  |
| 2    | La Paz FC         | 19  | 12 | 5 | 4 | 3 | 17 | 15 | +2   |
| 3    | Oriente Petrolero | 18  | 12 | 5 | 3 | 4 | 15 | 17 | -2   |
| 4    | Real Potosí       | 12  | 12 | 2 | 6 | 4 | 20 | 19 | +1   |
| 5    | Aurora Cochabamba | 10  | 12 | 2 | 4 | 6 | 11 | 15 | -4   |
| 6    | Unión Tarija      | 10  | 12 | 3 | 1 | 8 | 14 | 30 | -16  |

### Hexagonalfinal
| Rang | Équipe               | Pts | J  | G | N | P | Bp | Bc | Diff |
| ---- | -------------------- | --- | -- | - | - | - | -- | -- | ---- |
| 1    | Club Blooming        | 19  | 10 | 6 | 1 | 3 | 20 | 20 | 0    |
| 2    | Bolívar La PazT -3   | 14  | 10 | 5 | 2 | 3 | 22 | 17 | +5   |
| 3    | Oriente Petrolero    | 13  | 10 | 4 | 1 | 5 | 11 | 16 | -5   |
| 4    | La Paz FC            | 12  | 10 | 3 | 3 | 4 | 17 | 14 | +3   |
| 5    | The Strongest La Paz | 12  | 10 | 3 | 3 | 4 | 14 | 18 | -4   |
| 6    | San José Oruro       | 10  | 10 | 2 | 4 | 4 | 12 | 11 | +1   |

- Bolivar La Paz a reçu une pénalité de 3 points pour salaires impayés envers l'entraîneur Gustavo Huerta.

## Relégation
Comme lors des saisons précédentes, un classement cumulé des performances sur les deux dernières saisons (tournois Ouverture et Clôture 2004 et 2005) permet de déterminer les clubs relégués. Le dernier de ce classement est directement relégué en deuxième division tandis que l'avant-dernier doit disputer un barrage de promotion-relégation face au deuxième de Copa Simon Bolivar.
| Rang | Équipe                       | Pts   | J  | G | N | P | Bp | Bc | Diff |
| ---- | ---------------------------- | ----- | -- | - | - | - | -- | -- | ---- |
| 1    | Bolívar La Paz               | 2,196 | 66 |   |   |   |    |    |      |
| 2    | Oriente Petrolero            | 1,56  | 66 |   |   |   |    |    |      |
| 3    | Jorge Wilstermann Cochabamba | 1,545 | 66 |   |   |   |    |    |      |
| 4    | The Strongest La Paz         | 1,545 | 66 |   |   |   |    |    |      |
| 5    | San José Oruro               | 1,530 | 66 |   |   |   |    |    |      |
| 6    | Club Blooming                | 1,484 | 66 |   |   |   |    |    |      |
| 7    | Aurora Cochabamba            | 1,439 | 66 |   |   |   |    |    |      |
| 8    | La Paz FC                    | 1,363 | 66 |   |   |   |    |    |      |
| 9    | Real Potosi                  | 1,272 | 66 |   |   |   |    |    |      |
| 10   | Unión Tarija                 | 1,136 | 66 |   |   |   |    |    |      |
| 11   | Destroyers Santa Cruz        | 1,088 | 34 |   |   |   |    |    |      |
| 12   | Iberoamericana La Paz        | 0,575 | 66 |   |   |   |    |    |      |

### Barrage de promotion-relégation
| Équipe 1                   | Résultat | Équipe 2                    | Aller | Retour |
| -------------------------- | -------- | --------------------------- | ----- | ------ |
| Destroyers Santa Cruz (D1) | 6 - 1    | (D2) Club Deportivo Guabirá | 1 - 0 | 5 - 1  |

## Bilan de la saison
| Championnat de Bolivie de football 2005 |                          |
| Champion                                | Club Blooming (4e titre) |
| Qualifications continentales            |                          |
| Copa Libertadores 2007                  | Club Blooming            |
| Copa Sudamericana 2006                  | Bolivar La Paz           |
| Promotions et relégations               |                          |
| Promus en Primera A                     | Universitario de Sucre   |
| Relégués en Torneo Simon Bolívar        | Iberoamericana La Paz    |